# Tetraodorhina rubrofasciata
Tetraodorhina rubrofasciata är en skalbaggsart som beskrevs av Blanchard 1842. Tetraodorhina rubrofasciata ingår i släktet Tetraodorhina och familjen Cetoniidae. Utöver nominatformen finns också underarten T. r. tristicula.